# 特急田中3号
『特急田中3号』（とっきゅうたなかさんごう）は、2007年4月13日から同年6月22日まで22:00 - 22:54（金曜ドラマ枠）にTBS系列で放送されていたテレビドラマである。田中聖にとって連続ドラマ初主演作であり、ヒロインの栗山千明は民放の連続ドラマで初のレギュラー出演となる。初回は15分拡大。全11話。英語表記はSpecial Express TANAKA 3である。

## 概要
田中一郎（田中聖）は、二浪の果てに東京で最も偏差値の低い東京産業流通大学（通称・産流大＝三流大）に通う、大ぼら吹きのモテない大学生。ある日、チンピラにからまれていた美女・照美（栗山千明）に一目惚れ。助けようとしたが、逆に散々な目に遭い、照美も見失ってしまう。落ち込んでいた一郎は、あるきっかけで大学の鉄道研究会に入部し、「テツ」の世界に足を踏み入れることに。鉄道ファンたちとともに恋愛・友情を育みながら成長していく。

## キャスト

### 産流大の三人
田中一郎（たなか いちろう） - 田中聖 (当時KAT-TUN)、田中彗（幼少時代）
東京産業流通大学1年生。1987年4月1日（国鉄が民営化され、JRへ移行した日）、特急「さざなみ」の車内で生誕、予定日より2ヶ月早かったという。やたらせっかちでホラ話ばかりしていたため友達はいなかったが、ひょんなことから鉄道研究会に入会し、花形と桃山に感化されると共に、友達と呼べる存在を得た。最初は漠然と「大物になる」ことしか考えていなかったが、照美たちと関わるうちに、そのためには過程が必要だと気付き、真剣に考えるようになった。最終的には産流大を自主退学し、自ら旅行会社を立ち上げると宣言し、アルバイトを始めた。
花形圭（はながた けい） - 塚本高史
東京産業流通大学4年生で鉄道研究会の会員。AB型。鉄道ファンで模型作りを趣味とし、常にメジャーを所持している。三人の中では一番真面目で、産流大にあって、簿記2級、英検2級、パソコン検定などの資格を持っている。時間にうるさく神経質な性格。よく見たら男前と言われることが多く、鉄道研究会の中では一番モテる。女性から声を掛けられる反面、自分から女性に話しかけるのが苦手。結婚が前提でないと交際しないタイプ。童貞の疑いがある。理子との仲を着実に進展させ、彼女の両親に結婚を前提に交際していると挨拶するために北斗星に乗って一緒に札幌へ行こうと伝える。
スーパーマーケットへの就職が内定していたが、田中の一言で夢であった旅行会社への就職を目指すことにした。個人経営の旅行代理店社長と風俗店で偶然知り合い内定をもらうが、社長が大手代理店にヘッドハンティングされたため、話は無かった事に。その後、その旅行代理店店長や桃山の父親の協力のもと一郎と桃山で旅行会社を立ち上げることを目標にする。
桃山誠志（ももやま せいじ） - 秋山竜次（ロバート）、柴崎大輔（少年時代）
四浪した挙句入学した東京産業流通大学商学部6年生（2回留年のため）で、鉄道研究会の会員。
時刻表を全て暗記している程の筋金入り。収集テツ。時刻表を見ると脳内鉄道旅行が始まる。
女に飢えてないとうそぶくが全くモテず、「貢ぐしか能の無い男」とマスターに揶揄されている。ほしのあきと小阪由佳などの抱き枕を所持している。琴音を好きになってからは、先の2つの抱き枕に加え、琴音の顔写真を貼った抱き枕を製作して所持している。2年前、お金目的に寄って来た女性と交際し酷い目に遭っているが、懲りている様子はない。
桃山グループの御曹司であるため金には困っていない。父親とは何らかの確執があったが、後に氷解。弟からホテル経営者としての教育を受けるものの、方針の違いから反発し、別の会社の就職活動を開始した。最終回で一郎、花形と旅行会社を立ち上げることを決める。

### 暁星商事ファッションアパレル事業部
目黒照美（めぐろ てるみ） - 栗山千明、山根風花（幼少期）
派遣社員。困っている人を助ける等、思いやりがあり正義感が強い。一郎には「照美くん」または（めぐろてるみから）「メーテル」と呼ばれている。
EH500形電気機関車がプリントされたパンツとアルファコンチネンタルエクスプレスがプリントされたハンカチを愛用している。
故郷の茨城（怒りなどで興奮すると茨城訛りになる）からの遠距離恋愛中であった、幼馴染の恋人である三島健と別れたが、後に三島から復縁を望まれる。三島との初めてのデートで買ったペアウォッチ（湘南モノレール30周年記念モデル）を愛用していた。
巻田に勧められ、正社員を目指す決心を固め、仕事に取り組んだ結果、企画したプロジェクト案が評価された。正社員になるために別会社の宮崎県延岡市の工場への出向を打診され、悩んでいたが延岡に行くことにした。その後、桃山と花形から送られてきた北斗星の切符と一郎が渡し損ねた腕時計を手にして自分の気持ちに素直になろうと考え、延岡から列車を乗り継ぎ仙台から北斗星に乗車（本来ならば宮崎から飛行機により上野に向かう予定だったが、飛行機が強風のため欠航となり、特急と新幹線を使った）。北斗星の車内で一郎に自分がテツ（鉄子）であることと一郎への気持ちを告白する。桃山同様、時刻表は全て暗記しているという。
渋谷琴音（しぶや ことね） - 加藤ローサ
派遣社員。実家は鹿児島で、単純に都会暮らし目的で卒業後に上京。父親は地元で酒造メーカーに勤務しており、その影響により酒好きで知識も豊富ではあるが、酒癖は悪い。酔ったり泣いたりすると鹿児島訛りになる。玉の輿願望がある。他人を傷つける会話をする傾向があるが、悪意はない。
桃山の煮え切らない態度に別れを切り出し同じ部署の木村と交際を考えるが二股を掛けられていることが発覚し諦め、最終回で桃山と復縁する。
小島理子（こじま りこ） - 平岩紙
派遣社員。北海道大学大学院卒、元高校教師。以前は、結婚前提主義であったが、結婚目前までいった恋人の3股と隠し子が発覚、それを周知は皆知っていて自分だけが知らなかったことに嫌気がさし、すべてを捨てて上京してきた。泥酔すると北海道訛りになる。花形との仲は着実に進展している。
巻田譲治 （まきた じょうじ）- 海東健
エリート社員で、主任。家が裕福である点や父親が経営する会社の跡継ぎを弟に任された点で桃山と境遇が似ている。一郎の言葉に触発され、照美達が起こしたミスをビッグビジネスの機会とした。照美に仕事上の期待を寄せている。
加藤美晴（かとう みはる） - 大河内奈々子
女性正社員。巻田に5年間好意を寄せているが、告白できずにいる。30歳の誕生日の夜に、一郎とお酒を飲んだことをきっかけに彼に理解を示し始める。照美達のミスにいつも悩まされ、ヒステリックに怒鳴っていたが、正社員になるために努力している照美の姿勢を評価し応援し始める。照美たちの行動に刺激を受け、巻田を食事に誘うことに成功している。
木村 - 坂巻恵介
正社員。琴音と同じ鹿児島出身。琴音の他に本命の彼女がいた。
佐々木 - 南周平
正社員。

### 田中家
田中次郎（たなか じろう） - 木村了、田中樹（現SixTONES）（幼少時代）
一郎の弟。野球部レギュラーであり、キャプテン。野球の推薦で大学への入学を目指す等、将来に対して堅実な考えを持っている。そのためプロ野球選手になろうとは考えていない。甲子園出場が決まった矢先、酔っ払いに絡まれた事が原因で補導され、甲子園出場を辞退する結果となった。目的の為には努力を惜しまないタイプ。好きな女性の職種はOL。静江と再会し、勝治のクリーニング店経営に対する姿勢を聴き、家業を継ぐ決意を固めた。
田中勝治（たなか かつじ） - 遠藤憲一
家業の田中クリーニング店を経営している一郎の父。口にはしないが、店を東京一のクリーニング店にすることを目標としている。一郎の母である妻・静江とは、誤解からスナックの女性と浮気をしたことが原因で離婚した。10話で静江とは和解している。よくニンテンドーDSで遊んでいる。物語中盤までは一郎との口喧嘩が絶えなかった。
田中静江（たなか しずえ） - 斉藤慶子
一郎の母。特急「さざなみ」の車内で一郎を出産。離婚後、別の男性と暮らしていたが、現在は体調を崩し入院中。10話で勝治と和解した。
田中ハル - 吉行和子
一郎の祖母で、勝治の母。一郎のホラ吹きに影響を与えた。偶然、照美と知り合い友達になる。昔ジョージ（高橋ジョージ）と付き合っていたと話すも、家族は、いつものホラ話と思い信じていなかった。勝治を静江に再会させることを目論み、静江を見舞いに行って倒れたと偽って同じ病院に検査入院した。退院の時、迎えに来たジョージからは「ハルちゃん」と呼ばれている。

### 他の家族
目黒恵子（第3、9話） - 高橋ひとみ　
照美の母。一郎をとても気に入っている。
照美の父（第3、8、10話） - 設楽統
常磐線の運転士だった。9年前に他界している。
桃山沙織 - 広岡由里子（誠志の母）
誠志の事を常に気にかけ、後継者になってほしいと考えている。
桃山誠 - 尾美としのり　（誠志の父）
桃山グループの代表。誠志を後継者にしようと考えるも、根性がない等の理由で度重なる落第をしたことから愛想を尽かし、代わりに後継者として誠太郎を指名していた。第8話で突然社長を解任される。第9話では誠志への思いやりを見せ、2人は和解に至った。
桃山誠太郎 - 須藤謙太朗　（誠志の弟）
慶應義塾大学卒業。既に3年間、ホテル経営者としての教育を受け、誠志の教育をしていた。誠の社長解任に伴い、子会社へ出向することになった。

### その他
マスター - 橋本じゅん
鉄道風飲食店『CAFÉ & BAR STATION』マスター（ただし装飾に凝り過ぎて飲食店かどうかわかりにくい）。半年前に童貞を喪失したことを機に、男としての自信を得て店舗を改装。毎回異なる鉄道員の制服を着用している。設定上は京王線下高井戸駅が最寄り駅となっている。
いづみ - 豊岡真澄
『CAFÉ & BAR STATION』ウェイトレス。マスター同様、毎回異なる鉄道関係の制服を着用している。
三島健 （みしま けん）- 高橋一生
照美の幼馴染。高校3年から恋人として付き合い始めた。初デートで湘南モノレールに乗車し、ペアウォッチを照美からプレゼントされ愛用していた。
2浪後、東京の私大に進学を考え、照美と共に上京予定であったが、諦めていた第1志望の筑波大学第一学群に合格。結果として照美だけが上京することになった。
同じ研究室の未来に交際を申し込まれ、照美と別れ交際していた。照美との復縁を望み、未来と別れ、偶然を装い再会した。しかし照美と会った時に、未来の妊娠が発覚したことを切り出せず、一郎と決闘したのち、ようやく全てを照美に話したが突き放されてしまった。
中山未来（第3、4、8話） - 愛実
大学で三島と同じ研究室に在籍。三島に好意を持ち、告白後交際していた。照美との復縁を望む三島と一旦別れたが、妊娠が発覚し、その事を一郎に相談した。
テツA - 野月貴弘（SUPER BELL''Z）（第1、10話）
日本流通大学鉄道研究会会員。「CAFÉ & BAR STATION」の「カシオペア」内に設置してあるカラオケで「MOTER MAN 京浜急行VVVF」（第1話）と「オレは西武特急レッドアロー」（第10話）を熱唱した。
なお、野月貴弘本人によると、「オレは西武特急レッドアロー」は2007年年末ライブの1回しか歌ったことがない。また、当初は「オレは西武特急レッドアロー」ではなく「MOTOR MAN 中華特急みなとみらい」を熱唱する予定だった」とネットラジオ「鉄音アワー」で述べている。
テツB（南田） - 南田裕介（第1、10話）
日本流通大学鉄道研究会会員。花形から｢南田さん｣と呼ばれている。
なお、南田裕介本人は、いづみ役の豊岡真澄のホリプロ担当マネージャーで、筋金入りの鉄道マニアとして知られる。本作の鉄道ネタ監修。
テツC - 富川一人（第1話）
日本流通大学鉄道研究会会員。

### ゲスト
合コン相手（第1話） - 山口美沙（しおり）、高樹マリア（あかね）、立花彩野
田中がいきなり絡んだことで桃山、花形を巻き込んで合コンすることになるが、田中達のだらしない態度に憤慨し、決別した。
作業員（第3、4話） - パッション屋良
一郎のアルバイト先である有限会社渡辺リフォームの監督者。情熱的に仕事をするよう指導していたが、ついには一郎にクビを宣告した。
ひとみ（第3、9話） - 野口聖古
未来の友人。三島のことで思い悩む未来を心配していた。
ジョージ（第3、10話） - 高橋ジョージ
過去にハルと何らかの付き合いがあった。｢ハルちゃん｣と呼んでいる。
山川教授（第4話） - 原田文明　（筑波大学教授）
三島と未来の所属する研究室の担当教授。
藤井教授（第5話） - 阿藤快　（産業流通大学教授）
桃山の卒業論文の担当教授。「なんだかなあ」が口癖。
小寺（第5話） - 菊池均也
産業流通大学のOB。
前木（第7話） - でんでん
クリーニング店の常連客。一郎が不注意で、娘からプレゼントされた大切な記念の服をアイロンで焦がされて激昂し、一郎と勝治を糾弾する。
芳江（第7話） - 木南晴夏
理子の北海道大学時代の同級生。東京で偶然再会した。
岩代（第7話） - 小林且弥
上智大学4年生で、芳江の恋人。三星地所に就職が内定している。
島岡善蔵（第8～10話） - 中川礼二（中川家）（タイガートラベル社長）
花形が内定をもらった旅行会社の社長。かなりのテツで多岐に渡るテツ好みの鉄道旅行を企画している。花形とは風俗で出会った。第9話で大手旅行代理店にヘッドハンティングされ、悩んだ挙句、自身や家族の事情もあり自分の会社を畳んだ。この役を演じる中川礼二も「テツ」。
柴原徹（第9話） - 亀梨和也（KAT-TUN・特別出演）
ある日突然、静江の服を田中クリーニングに持ってきた金髪の青年。元々、父親と2人暮らしでその後静江と同居していたが、父親が他界し自身も留学中のため、勝治に静江と復縁して欲しいと願い出たが断られた。のちに一郎に静江のことを頼み去っていった。
テツ（第10話） - 横見浩彦
第1話でもゲスト出演した野月、南田とともに『CAFÉ & BAR STATION』に来店。横見本人も登場する漫画「鉄子の旅」のTシャツを着て登場した。また、横見はこのドラマのWebサイトでコラムも掲載していた。
テツ子（第10話） - 木村裕子
上記のテツ達とともに『CAFÉ & BAR STATION』に来店した女性陣の一人。木村本人も鉄道に対する造詣が深く、前述の横見のWebサイトで多々紹介されている他、自身もサイトを運営している。

## スタッフ
- プロデューサー：磯山晶
- 演出：平野俊一、金子文紀、坪井敏雄
- 脚本：橋本裕志
- 音楽：仲西匡
- 音楽プロデューサー：志田博英
- 主題歌：KAT-TUN「喜びの歌」（J-One Records）
- 制作：TBSテレビ
- 製作著作：TBS

## サブタイトル
| 各話                                            | 放送日        | サブタイトル                         | 演出     | 視聴率 |
| ----------------------------------------------- | ------------- | ------------------------------------ | -------- | ------ |
| 第1話                                           | 2007年4月13日 | 俺のレールは君につながってる!        | 平野俊一 | 11.5%  |
| 第2話                                           | 2007年4月20日 | おめえは世界で一番最低の男だ!        | 平野俊一 | 8.7%   |
| 第3話                                           | 2007年4月27日 | 君の故郷で君の彼氏とタイマン勝負!?   | 金子文紀 | 7.6%   |
| 第4話                                           | 2007年5月4日  | ウソをホントにする男                 | 金子文紀 | 8.0%   |
| 第5話                                           | 2007年5月11日 | どんだけつき合えば友達になれるの?    | 平野俊一 | 8.3%   |
| 第6話                                           | 2007年5月18日 | 優しさ以外に取り柄がないの?          | 坪井敏雄 | 9.4%   |
| 第7話                                           | 2007年5月25日 | 愛しの彼女と人生初のラブトレイン発車 | 金子文紀 | 8.5%   |
| 第8話                                           | 2007年6月1日  | 君の彼氏になりたいのに…              | 平野俊一 | 9.1%   |
| 第9話                                           | 2007年6月8日  | 涙のファーストキス                   | 金子文紀 | 9.7%   |
| 第10話                                          | 2007年6月15日 | 俺達に明日はない                     | 坪井敏雄 | 6.8%   |
| 最終話                                          | 2007年6月22日 | 俺達の列車は未来へ走り続ける         | 金子文紀 | 8.9%   |
| 平均視聴率 8.8%（関東地区・ビデオリサーチ調べ） |               |                                      |          |        |

## 鉄道関係のロケ地

### 鉄道路線
- 京王線・京王井の頭線 （第1話）
- 京葉線・内房線 （第2話）
- 小湊鉄道線 （第2話）
- 東京メトロ東西線 （第2話）
- 都電荒川線 （第2話）
- 常磐線 （第2、3話）
- 首都圏新都市鉄道つくばエクスプレス （第3、4話）
- 信越本線・しなの鉄道線 （第4話）
- 京急本線 （第5、9話）
- 小田急小田原線 （第5話）
- 銚子電気鉄道銚子電気鉄道線 （第7話）
- 江ノ島電鉄（第8話）
- 湘南モノレール（第8、9話）
- 伊豆急行（第10話）
- 東急世田谷線（最終話）

### 桃山の妄想鉄道旅行（映像のみ）
- 飯田線・山陰本線・餘部鉄橋（第1話）
- 氷見線（第2話）
- 北陸本線（第3、5話）
- 八高線（第6話）
- 江ノ島電鉄（花形圭と共に）（第8話）
- 寝台特急 北斗星の車内（花形圭、田中一郎と共に）（第9話）

### その他
- 碓氷峠鉄道文化むら （第4話）
- 寝台特急 北斗星 （最終話）

## 鉄道にまつわるエピソード
- 目黒照美の出身地が茨城県土浦市という設定から、常磐線に関するものが頻繁に登場する。また、目黒照美を演じた栗山千明も茨城県土浦市出身である。なお、鹿児島県出身の渋谷琴音を演じた加藤ローサも鹿児島県出身ではあるが、北海道出身の小島理子を演じた平岩紙は大阪府出身で北海道弁の指導を受けた（公式サイトより）。
- 劇中に登場する携帯電話は、鉄道通信を前身とするソフトバンクモバイルの機種を使用している。ただし、KAT-TUNがNTTドコモの、栗山千明がパナソニックモバイルコミュニケーションズのCMに出演していた影響で、田中聖と栗山千明はNTTドコモの機種を使用している。なお、ソフトバンクモバイルは、番組のスポンサーになっていた。
- 劇中で桃山誠志が住んでいるマンションは、芝浦アイランドエアタワーである。このマンションは都電の車両工場跡地に建てられ、東京モノレール羽田線が軒先を掠め、島の南には東海道新幹線の大井基地に向かう回送線を新幹線車両が頻繁に行き来しているなど、鉄道にゆかりのあるマンションとなっている。
- オープニングに登場する背景の電車は先頭の形状は0系（見方によっては100系にも似て見える）で、中間車などは485系に類似している。
- 第4話では、信越本線廃止区間（横川 - 軽井沢間）の路線を歩いていたが、本来は立ち入り禁止区間となっていて、碓氷峠鉄道文化むらの許可を得て、撮影した。第4話の次回予告の最後でも「旧信越本線の路線は立ち入り禁止区間です。今回は碓氷峠鉄道文化むらの許可を得て、撮影しました」というテロップが出ていた他、番組のwebサイトでも関連するページの全てに同様の注意書きがなされていた。
- 第5話の中で一郎や桃山が読んでいた雑誌が『鉄道ファン』から、架空の誌名である「鉄道Rail」に変わっている。しかし第10話では『鉄道ジャーナル』が登場している。
- 第6話に登場する桃山グループが経営するホテル「MOMOYAMA HOTEL」のロケ地「ホテルメトロポリタン丸の内」（2007年5月24日開業）は、JR東日本グループの日本ホテルが経営するホテルで、鉄道に関係があるホテルとなっている。
- 第8話に登場する風俗店が「電車サロン・北斗性」である。これは、寝台特急「北斗星」のパロディである。
- 照美の父親役である設楽統はかつて西武鉄道に就職し小手指駅の駅員だった。
- 最終話の中で出てきた北斗星のチケットは、乗車日が7月14日にもかかわらず発行日が6月8日である（つまり本来の発売開始前に発行されている）。
- 都電荒川線では放送期間中、本作のラッピング車両が東京都交通局7000形電車を使用して運行されていた。

## その他
- テツをテーマにしたきっかけは、『知っとこ!』（MBS製作、TBS系）で見た餘部鉄橋と光文社新書「テツはこう乗る」（野田隆・著）を読んでからだと、磯山晶は雑誌のインタビューで答えている。
- 田中一郎・次郎兄弟の少年時代を田中聖の実弟である彗と樹が演じている。
- Yahoo! JAPANサイト内のYahoo!地図情報においてこのドラマのロケ地マップの公開をしていた。
- オープニング等に登場する自転車が「特急田中1号」でバイク（YAMAHAマジェスティ125）が「特急田中2号」とされている。これは劇中でも登場する。
- 第9話放送翌日の2007年6月9日放送のFMラジオ番組「サントリー・サタデー・ウェイティング・バー」では「女性の鉄道ファン」に関するテーマが放送された。
- 秋山竜次は「はねるのトびら」の企画「おじいちゃんといっしょ」（2006年5〜10月）で、（当時の）田中聖の髪が坊主であることをネタにしていた。
- 鉄道ネタの監修は南田裕介が担当し、第１話・第１０話に「テツB」としてカメオ出演している。
- 鉄道漫画「鉄子の旅」がロケに片乗り入れ（同行する形）で余部を訪問した際に磯山が連絡担当の名目で参加するが、作者の菊池直恵の心配を「「鉄子の旅」は（ドラマのきっかけではなく）ドラマ企画を始めた後、南田さんから知りました。」「（スタッフと一緒に居なくていいのかという質問には）私が鉄道趣味ドラマをつくるにあたって、（別に参加する必要はないのですが）鉄道マニアの心理を知りたいので参加した」と見事に払しょくした（「鉄子の旅」とコンタクトをとるべきともおもった）。また、案内人・横見浩彦も「餘部ならぜひ同行したい」という意見もあったが、磯山のファンである編集担当が「磯山さんのドラマなら是非同行させてください」とその場で決定したという。これがきっかけで横見は（口述ではあるが）エッセー執筆とドラマ出演をすることになった。

## 関連商品
特急田中3号DVD BOX
2007年9月26日発売、発売元：TBS、販売元：メディアファクトリー
ディスク6枚組、本編+特典映像、収録分数：本編522分